# Латини (средњи вијек)
Назив Латини је у средњем вијеку био уобичајен демоним међу сљедбеницима Латинске цркве западног хришћанства. Потекао је од црквеног латинског који су развили латински Оци цркве у Западној цркви. Иако је латински био службени језик Римског царства, још од италског племена које се у антици развило у стари Рим, назив се користио без обзира на етничку припадност, укључујући германске, италске, келтске и словенске народе. Тако су људи повезани са државама створеним током крсташких ратова генерално називани Латинима или Францима, при чему су ови посљедњи представљали једну истакнуту групу.
У Византији и широм православног свијета, то је генерално била негативна карактеристика, посебно након Великог раскола 1054. године.